# Tàngara dorsigroga
La tàngara dorsigroga (Hemithraupis flavicollis) és un ocell de la família dels tràupid (Thraupidae).

## Hàbitat i distribució
Habita la selva pluvial, clars, vegetació secundària i bosc obert de les terres baixes des de l'est de Panamà, nord i est de Colòmbia, sud de Veneçuela i Guaiana cap al sud fins l'est de l'Equador, est del Perú, nord de Bolívia i oest amazònic del Brasil i oriental.